# Finlands herrjuniorlandslag i ishockey

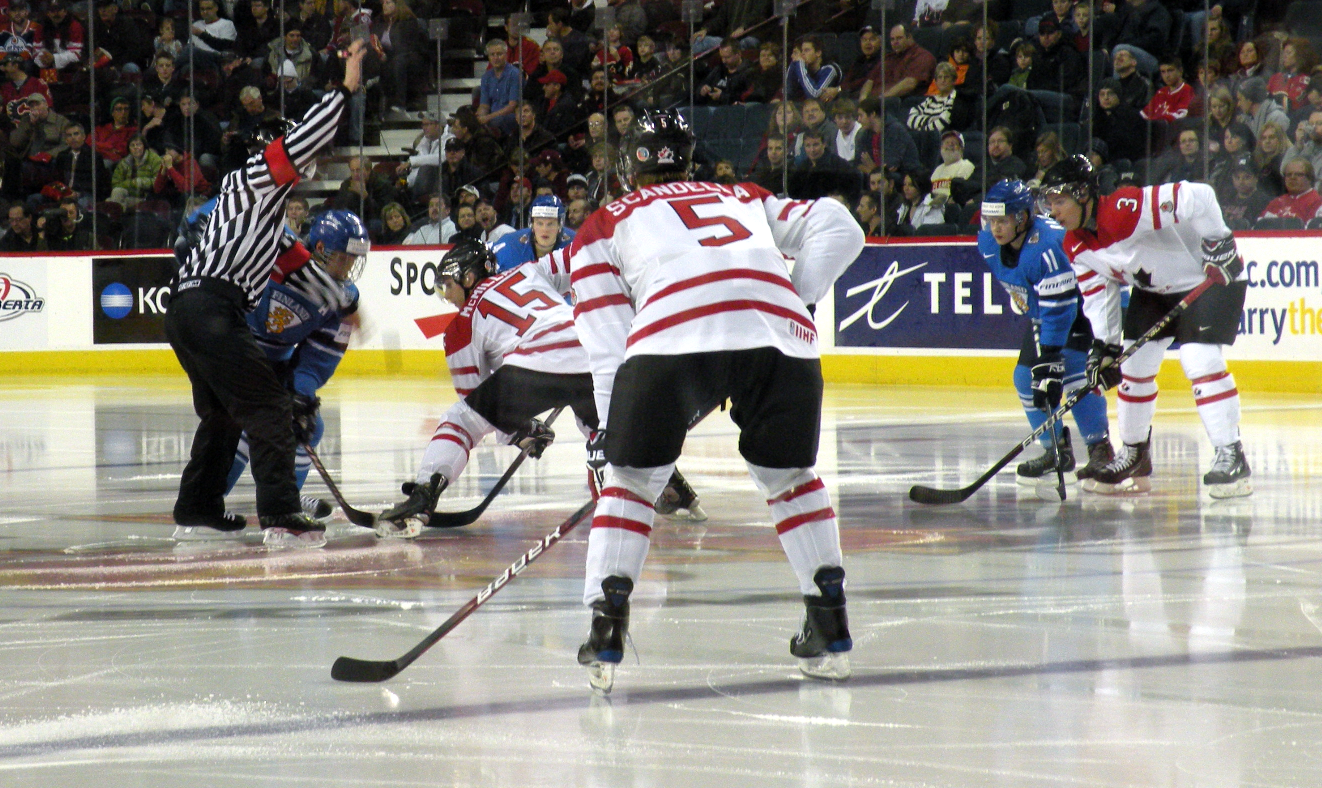
Kanada-Finland, vänskapsmatch i Calgary, 22 december 2009

Finlands herrjuniorlandslag i ishockey (finska: Suomen alle 20-vuotiaiden jääkiekkomaajoukkue) vann J-VM 1987, 1998, 2014, 2016 och 2019. Första medaljen i J-VM var ett brons som togs 1977, 15 år innan A-seniorerna med silvret 1992 vann sin första VM-medalj.

### Fotnoter
1. ↑  ”Championnat du monde 1987 des moins de 20 ans” (på franska). Hockeyarchives. 30 juli 1987. http://www.passionhockey.com/hockeyarchives/U-20_1987.htm. Läst 26 juli 2015.
2. ↑  ”Championnat du monde des moins de 20 ans 1997/98” (på franska). Hockeyarchives. 30 juli 1998. http://www.passionhockey.com/hockeyarchives/U-20_1998.htm. Läst 26 juli 2015.
3. ↑  ”Championnat du monde des moins de 20 ans 2013/14” (på franska). Hockeyarchives. 30 juli 2014. http://www.passionhockey.com/hockeyarchives/U-20_2014.htm. Läst 26 juli 2015.